# Батрахофобия
Батрахофобията (известна още като ранидафобия) е ирационалният страх от жаби. За тях съществуват и редица суеверия, които са обичайни за много култури. Специализираната психиатрическа литература използва простия термин „страх от жаби“ вместо специализиран такъв. Терминът батрахофобия за първи път бива използван през 1953 г. в психиатрически речник.

## Поверия
Според тях да видиш жаба, е лош знак. Популярен мит е, че докосването на жаби може да ти пренесе брадавици. В много други култури жабите се смятат за добър знак. Изследване, проведено от зоологическата градина в Йоханесбург, показва, че в днешно време суеверията играят по-малка роля и днешните деца са по-загрижени от това дали жабите са отровни, или безобидни.

## Като фобия
Батрахофобията може да се развие след наблюдаване на жабешка смърт. Един тежък случай на тази фобия е описан в „Дневника на поведенческата терапия и експериментална психиатрия“ през 1983 г.: жена развива този страх след травматичен инцидент, при който нейната косачка за трева минава върху група жаби и ги убива.